# Ngodjilème
Ngodjilème (ou Ngodjelem) est un village du centre-ouest du Sénégal.

## Géographie
Le village est situé dans le bassin arachidier.
Les localités les plus proches sont Mbetit Gouye, Ndafene et Senghor.

### Population
Le village comptait 481 habitants en 1998.
La population est principalement d'origine sérère.